# River (Fernsehserie)
River ist eine britische Krimiserie von Abi Morgan. In den Hauptrollen sind Stellan Skarsgård und Nicola Walker zu sehen. Die Miniserie besteht aus sechs Episoden und wurde vom 13. Oktober bis zum 17. November 2015 bei BBC One erstausgestrahlt. Im deutschsprachigen Raum wurde sie am 18. November 2015 beim Video-on-Demand-Anbieter Netflix veröffentlicht.

## Besetzung und Synchronisation
| Darsteller/in     | Rolle                                                          | Sprecher/in             |
| ----------------- | -------------------------------------------------------------- | ----------------------- |
| Stellan Skarsgård | John River Detective Inspector des Metropolitan Police Service | Detlef Bierstedt        |
| Nicola Walker     | Jackie „Stevie“ Stevenson                                      | Heide Domanowski        |
| Lesley Manville   | Chrissie Read                                                  | Karin Grüger            |
| Adeel Akhtar      | Ira King                                                       | Daniel Montoya          |
| Eddie Marsan      | Thomas Neill Cream Der Lambeth-Giftmörder                      | Lutz Schnell            |
| Georgina Rich     | Rosa Fallows Polizeipsychologin                                | Bianca Krahl            |
| Owen Teale        | Marcus McDonald                                                | Roland Hemmo            |
| Turlough Convery  | Frankie Stevenson                                              | Marcel Collé            |
| Michael Maloney   | Tom Read                                                       | Uwe Jellinek            |
| Sorcha Cusack     | Bridie Stevenson                                               | Isabella Grothe         |
| Steve Nicholson   | Jim Stevenson                                                  | Eberhard Haar           |
| Jim Norton        | Michael Bennigan                                               | Rüdiger Evers           |
| Shannon Tarbet    | Erin Fielding                                                  | Laurine Betz            |
| Joseph Altin      | Christopher Riley                                              | Valentin Stilu          |
|                   |                                                                |                         |
| Synchronfirma     | Scalamedia GmbH, Berlin                                        | Scalamedia GmbH, Berlin |
| Dialogbuch        | Regina Kette                                                   | Regina Kette            |
| Dialogregie       | Frank Schröder                                                 | Frank Schröder          |

## Handlung
In den ersten Szenen der Serie verfolgt Detective Inspector John River in London einen potenziellen Verdächtigen, der sich in den Tod stürzt, und er wird von den Medien dafür stark unter Druck gesetzt. River wird von Visionen seiner kürzlich ermordeten Kollegin Detective Sergeant Jackie „Stevie“ Stevenson heimgesucht. Er hat die Gabe, ihre Nähe zu spüren und mit ihr zu sprechen. Er setzt alles daran, ihren Mörder zu finden, obwohl er aufgrund von Befangenheit vom Fall ausgeschlossen ist. River muss sich einer psychiatrischen Untersuchung unterziehen, um nicht suspendiert zu werden.
Über Stevie kam River mit ihrem Bruder Jimmy und anderen Familienmitgliedern Stevies in Kontakt. Stevie hatte jahrelang keine Verbindung zu ihrer Familie, da sie vor Gericht gegen Jimmy ausgesagt hatte, der daraufhin zu einer langen Haftstrafe wegen Mordes verurteilt wurde. Ihre Entscheidung, Polizistin zu werden, hatte den Streit mit ihrer Familie weiter vertieft. River wird von der schwangeren Freundin des Mannes angegriffen, der sich in den Tod gestürzt hat. Daraufhin beginnt er, an der Schuld des Mannes zu zweifeln. Stevie hatte ein zweites Mobiltelefon und führte ein Doppelleben. DNA-Beweise zeigten, dass sie schon einmal in dem Auto gewesen war, das von ihrem Mörder gefahren wurde. River und die schwangere Frau beginnen einander zu vertrauen und er untersucht die Herkunft des Autos des Mörders.
River bekommt einen neuen Partner namens Ira, der die Entdeckung von Stevies zweitem Mobiltelefon seinen Vorgesetzten berichten will. River erklärt sich damit einverstanden, macht aber deutlich, dass er zuerst selbst die Spuren verfolgen möchte, die das Telefon bereithält. Gleichzeitig untersuchen er und Ira die schweren Verletzungen eines Baustellenleiters bei einem verdächtigen Arbeitsunfall. Überrascht stellt River fest, dass der psychiatrische Bericht, der von seinen Vorgesetzten nach Stevies Tod in Auftrag gegeben wurde, zu dem Ergebnis kommt, dass er weiter arbeiten kann.
River untersucht Stevies Beziehung zu einem Arbeiter in einem Kebabladen und erfährt, dass seine Kollegin Geheimnisse hatte. Er und Ira verbringen einen Abend bei ihrer Vorgesetzten Read zu Hause. River macht eine überraschende Entdeckung: Eine der Personen, die Stevie am Abend ihres Todes von ihrem zweiten Mobiltelefon aus anrief, war Reads Ehemann, ein Richter. River besucht eine von seiner Psychologin Rosa geführte Gruppe für Menschen, die Stimmen hören.
River und Ira untersuchen den Mord am Kebabladenmitarbeiter Haider Jamal Abdi, der in einer öffentlichen Bibliothek erstochen wurde. Sie konzentrieren sich sowohl auf eine Putzkraft, die auf Video aufgenommen wurde, aber nicht in den Büchern des Reinigungsunternehmens der Bibliothek erscheint, als auch auf den Anwalt, der Haider vor einem Einwanderungsgericht vertrat. Ihre Ergebnisse führen sie zu einer möglichen Spur, die Stevie ebenfalls untersucht hatte und zu ihrem Tod geführt haben könnte.
River und Ira folgen weiterhin den Spuren, die sich aus Stevies früheren inoffiziellen Untersuchungen ergeben. Sie hatte herausgefunden, dass Einwanderer gegen Geldzahlungen eine Arbeitserlaubnis bekamen und danach ausgebeutet wurden. Sie finden eine Verbindung zwischen dem ausbeuterischen Unternehmen, das Rechtlose beschäftigt, und Geheimnissen aus Stevies Privatleben. River beschließt, ihren Mörder zu überführen, obwohl er weiß, dass er sie damit für immer als Begleiterin und Freundin verlieren wird.

## Musik
Leitmotivisch wird der Song von Tina Charles I Love To Love eingesetzt.

## Produktion
Die Dreharbeiten begannen im Oktober 2014 in London. Abi Morgan, die auch die Drehbücher zu The Hour und Die Eiserne Lady geschrieben hatte, nannte als Inspiration den Film Wie verrückt und aus tiefstem Herzen, in dem der verstorbene Geliebte (Alan Rickman) einer trauernden Frau (Juliet Stevenson) wieder lebendig erscheint.